# Gökhan Alsan
Gökhan Alsan (* 1. April 1990 in Araklı) ist ein türkischer Fußballspieler. Es ist seit 2022 bei Boluspor.

## Karriere
Alsan begann mit dem Vereinsfußball in der Jugend von Trabzonspor. Zum Sommer 2009 wurde er samt Ablöse an die Zweitmannschaft Trabzonspors, an den Drittligisten 1461 Trabzon, abgegeben. Hier etablierte er sich auf Anhieb als Stammspieler und wurde mit der Zeit zu den Führungsspielern seiner Mannschaft. Mit 1461 Trabzon feierte er zum Saisonende 2011/12 die Meisterschaft der TFF 2. Lig und damit den direkten Aufstieg in die zweitklassige TFF 1. Lig.
Im Frühjahr 2014 wechselte er zusammen mit seinem Teamkollegen Mustafa Akbaş zum Hauptverein Trabzonspor. Für die Saison 2014/15 verlieh Trabzonspor Alhas an den Zweitligisten Şanlıurfaspor.
Zur Saison 2015/16 wechselte er zum Zweitligisten Kardemir Karabükspor. Mit diesem Verein erreichte er durch die Vizemeisterschaft den Aufstieg in die Süper Lig.
In der Sommertransferperiode verließ er Trabzonspor endgültig und heuerte stattdessen beim Zweitligisten Büyükşehir Gaziantepspor an. Am Ende der Saison 208/19 wurde er mit diesem Verein Play-off-Sieger der TFF 1. Lig und stieg damit zum zweiten Mal in die Süper Lig auf. Zu diesem Erfolg steuerte Alsan zehn Ligatore bei und war damit der erfolgreichste Torschütze seines Klubs.
Im September 2019 wechselte er zum Drittligisten Samsunspor.

## Erfolg
1461 Trabzon
- Meister der TFF 2. Lig und Aufstieg in die TFF 1. Lig: 2011/12

Mit Kardemir Karabükspor
- Vizemeister der TFF 1. Lig und Aufstieg in die Süper Lig: 2015/16

Mit Gazişehir Gaziantep FK
- Play-off-Sieger der TFF 1. Lig und Aufstieg in die Süper Lig: 2018/19